# La stella di Ratner
La stella di Ratner è un romanzo di Don DeLillo, pubblicato nel 1976 ed edito in traduzione italiana nel 2011, tradotto da Matteo Colombo per Einaudi.
Il libro è scritto come una satira menippea, con affinità stilistiche all'opera di Thomas Pynchon; il suo protagonista, Billy Twillig, è stato invece accostato da diversi critici al personaggio di Billy Pilgrim, protagonista del romanzo Mattatoio n. 5 di Kurt Vonnegut.

## Trama
La stella di Ratner è la storia di un bambino prodigio di nome Billy Twillig ovvero William Terwillinger jr. che ha da poco ricevuto il Nobel per la matematica (ma il Nobel per la matematica non esiste) per i suoi lavori in un campo talmente specializzato da coincidere, di fatto, con lui solo. Billy ha quattordici anni e viene reclutato per lavorare all'"Esperimento sul campo numero uno" in un centro di ricerca segreto in qualità di crittografo. Dallo spazio infatti, apparentemente dalla stella di Ratner, è arrivato un enigmatico segnale radio che sembra il messaggio di una intelligenza aliena ma che nessuno è in grado di interpretare.
Il romanzo è in due parti: la prima è scritta in modo convenzionale come una serie di cronache degli incontri di Billy al Centro, con una lunga carrellata di peculiari personaggi; la seconda lo è molto meno, con frequenti cambi della voce narrante e del punto di vista.
Il romanzo sviluppa l'idea che la scienza, e la matematica in particolar modo, e la logica nello specifico, non contengono la paura della morte e quindi non offrono alcun sollievo.

## Edizioni
- Don DeLillo, La stella di Ratner, Einaudi, 2011,  p. 479, ISBN 978-88-06-18985-3.